# ЗПУ-1
ЗПУ-1 — радянська зенітна кулеметна установка.

## Історія створення
У 1947 році за тактико-технічними вимогами ГАУ на заводі № 2 розпочалася розробка ЗПУ-1 — установки, яка використовує один 14,5 мм кулемет С. В. Владімірова.
Було розроблено два проєкти. Найкращим був визнаний проєкт Г. Ф. Шафірова. Проте дослідний зразок ЗПУ-1, виготовлений за цим проєктом, не витримав полігонних випробувань.
У березні 1948 року розглядалися ще чотири проєкти ЗПУ-1: два з них були розроблені Г. Ф. Шафіровим та Іваном Лєщинським, два інших — Євгенієм Водоп'яновим та Євгенієм Рачинським. На етапі проєктування найкращим було визнано проєкт Євгенія Водоп'янова та Євгенія Рачинського.
У 1948 році було розроблено технічний проєкт установки та створено дослідний зразок. Того ж року зразок пройшов полігонні та військові випробування.
Установка була прийнята на озброєння у 1949 році, і того ж року було розпочато серійне виробництво ЗПУ-1..

## Опис конструкції
Основним завданням ЗПУ-1 є оборона піхотних підрозділів від літальної техніки, що діє на висотах до 1,5 км, а також для боротьби з легкоброньованою наземною технікою на відстані до 1 км.
Основними складовими частинами ЗПУ-1 є кулемет, основа, колісний хід та прицільні пристрої. Колісний хід призначений для буксирування ЗПУ-1 в похідному положенні і складається з двох колес з основою. При переведенні ЗПУ-1 в бойове положення або при зберіганні колеса піднімаються, а установка поміщається основою на ґрунт. На основі знаходиться погон із поворотною платформою. На платформі розміщена люлька з кулеметом.

### Озброєння
Як озброєння використовується 14,5 мм кулемет КПВ. Для ведення вогню, ЗПУ-1 забезпечена ручним та ножним механізмами спуску. До номенклатури боєприпасів входять бронебійно-запальні кулі Б-32 і БС-41, бронебійно-запально-трасуючі кулі БЗТ, а також пристрілювально-запальні кулі ЗП. Боєкомплект розміщений у коробках із кулеметними стрічками. У кожній стрічці по 150 набоїв.

### Приціли
Для наведення на повітряні цілі на ЗПУ-1 розміщений зенітний коліматорний приціл ВК-4. Вогонь ведеться за допомогою видимих даних про ціль (швидкість, ракурс, видимий напрямок польоту цілі). Вогонь може вестись у двох режимах: супровідному та загороджувальному. Під час стрільби по наземних об'єктах прицілювання здійснюється через укорочений оптичний приціл ПУ. Приціл встановлюється за допомогою спеціальної розрізної втулки на корпус прицілу ВК-4.

## Оператори
- СРСР
- Буркіна-Фасо — 30 одиниць ЗПУ, станом на 2010 рік[6]
- Демократична Республіка Афганістан — деяку кількість ЗПУ-1 було передано із СРСР[7]
- Єгипет — перебували на озброєнні під час Шестиденної війни[7]
- Зімбабве — 36 одиниць ЗПУ-1, ЗПУ-2 та ЗПУ-4 станом на 2010 рік[8]
- Ізраїль — трофейні ЗПУ-1 використовувалися для оснащення резервних підрозділів[7]
- Ірак — перебували на озброєнні до повалення режиму Саддама Хусейна[7]
- Камбоджа — деяка кількість ЗПУ-1, ЗПУ-2 та ЗПУ-4, станом на 2010 рік[9]
- Кабо-Верде — 18 одиниць ЗПУ-1 станом на 2010 рік[10]
- Північна Корея — деяка кількість ЗПУ-1, ЗПУ-2 та ЗПУ-4, станом на 2010 рік[11]
- Лаос — деяка кількість ЗПУ-1 та ЗПУ-4, станом на 2010 рік[12]
- СВАПО — перебували на озброєнні під час Війни за незалежність Намібії[7]
- Сирія — перебували на озброєнні під час Шестиденної війни[7]
- Талібан — дісталися як трофеї після виведення ОКРВА з Афганістану[7]
- Уганда — деяка кількість ЗПУ-1, ЗПУ-2 та ЗПУ-4, станом на 2010 рік[13]
- Україна — кілька радянських ЗПУ-1 знято з озброєння[14]; решта, станом на кінець жовтня 2014 року, залишалися на озброєнні підрозділів ППО сухопутних військ[15][16]
- Центральноафриканська Республіка — деяка кількість станом на 2018 рік[17]
- Чад — деяка кількість ЗПУ-1, станом на 2018 рік[18]
- Еквадор — 128 ЗПУ-1 та ЗПУ-2, станом на 2010 рік[19]

## Служба та бойове застосування

### Бойове застосування
1. Корейська війна — використовувалася китайською Народною Добровольчою Армією[en] проти ворожих цілей, що низько летять[7]
2. Війна у В'єтнамі — широко застосовувалися військами Північного В'єтнаму проти повітряних військ США. У ході застосування за допомогою ЗПУ-1 збивалися переважно вертольоти типу Bell UH-1 Iroquois, також були зафіксовані випадки знищення Sikorsky S-61 Sea King. В'єтнамці цінували ЗПУ-1 за низьку вартість та простоту використання. Типова тактика застосування полягала в установці двох або трьох одиниць ЗПУ-1 (а іноді разом із ЗПУ-2 та ЗПУ-4) на околицях джунглів, де розвідка ВПС США була не в змозі виявити позиції ППО, але при цьому розрахунки установок мали широкий огляд та можливість безперешкодного ведення вогню. Після закінчення війни частина в'єтнамських ЗПУ-1 була передана в Лаос і Камбоджу[7]
3. Шестиденна війна — масово застосовувалися єгипетськими та сирійськими військами, проте через низький рівень організації, величезна кількість ЗПУ-1 дісталося як трофеї ізраїльтянам, які озброювали трофейними установками свої резервні підрозділи[7]
4. Війна Судного дня — використовувалися єгипетськими та сирійськими військами у другорядних операціях[7]
5. Війна за незалежність Намібії — невелика кількість ЗПУ-1 була поставлена із СРСР через Кубу партизанам СВАПО. Застосовувалися переважно для ураження наземних цілей. Відомий випадок знищення БМП Ратель вогнем із ЗПУ-1[7]
6. Війна в Афганістані (1979—1989) — кілька ЗПУ-1 було передано військам ДРА. Трофейні ЗПУ-1 використовувалися афганськими моджахедами переважно проти наземних цілей. Проте порівняно малі розміри дозволяли ховати ЗПУ-1 у складках місцевості (що не дозволяли робити розміри, наприклад, ЗУ-23-2) та влаштовувати засідки зі змінним успіхом на гелікоптери Мі-8 або Мі-24[7]
7. Ірано-іракська війна — у великій кількості використовувалися іракською армією. Імовірно, кілька гелікоптерів іранських ВПС було збито за допомогою ЗПУ-1[7]
8. Операція «Буря в пустелі» — використовувалися іракськими військами як стаціонарні вогневі точки, деяка кількість ЗПУ-1 була захоплена військами США як трофеї[7]
9. Війна в Іраку — застосовувалися іракськими військами при організації наземних засідок[7]
10. Війна в Афганістані (2001–2021) — використовувалися рухом Талібан проти військ НАТО, запчастини постачалися Китаєм через Пакистан[7].
11. Російсько-українська війна (з 2014) — використовуються Збройними силами України.[20][21]

## Збережені екземпляри
- Ізраїль — музей Batey-haosef у місті Тель-Авів